# Sindacato nazionale giornalisti cinematografici italiani
Il Sindacato nazionale giornalisti cinematografici italiani, anche conosciuto con l' acronimo SNGCI, è un sindacato giornalistico di settore, inquadrato nella FNSI fondato a Roma il 17 marzo 1946.
Tra le funzioni del SNGCI c'è quella di conferire importanti premi nazionali come il Nastro d'argento.

## Premi assegnati dall'SNGCI
- Il Nastro d'argento, premio fondato nel 1946.
- Il Corti d'argento, premio fondato nel 2013
- I Nastri d'argento - Grandi Serie, premio fondato nel 2021
- Il premio Francesco Pasinetti.
- Il premio Filippo Sacchi per tesi di laurea di argomento cinematografico.
- Il premio Guglielmo Biraghi.
- Il premio Pietro Bianchi, dal 1978 assegnato ad una personalità meritoria del cinema italiano.
- Il Soundtrack Stars Award, dal 2012 assegnato nel corso della Mostra internazionale d'arte cinematografica di Venezia